# 维利耶昂代瑟夫尔
维利耶昂代瑟夫尔（法語：Villiers-en-Désœuvre，法語發音：[vilje ɑ̃ dezœvʁ]）是法国厄尔省的一个市镇，位于该省东部，属于埃夫勒区。

## 地理
维利耶昂代瑟夫尔（48°56'51"N, 1°29'16"E）面积14.65 平方千米，位于法国诺曼底大区厄尔省，该省份为法国北部内陆省份，北起滨海塞纳省，西接奧恩省和卡爾瓦多斯省，南至厄尔-卢瓦省，东临瓦兹省、瓦兹河谷省和伊夫林省。
与维利耶昂代瑟夫尔接壤的市镇（或旧市镇、城区）包括：布雷瓦勒、克拉旺、洛穆瓦、圣伊利耶勒布瓦。

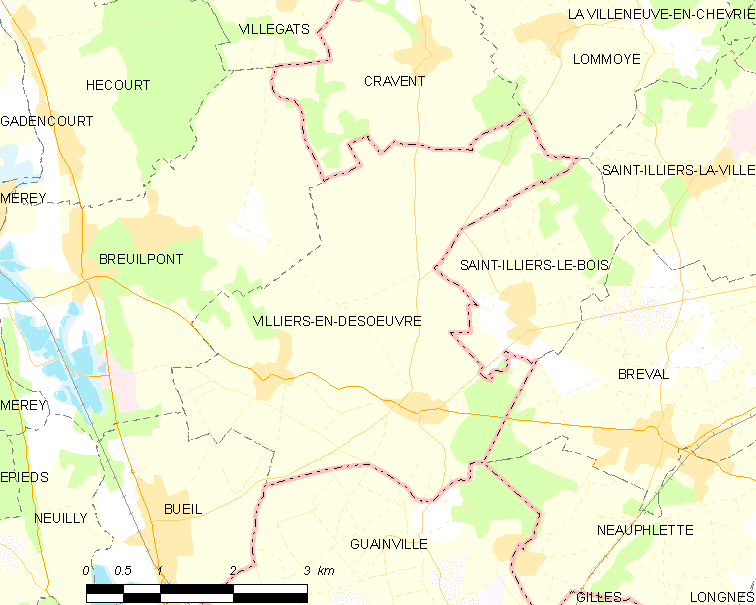
维利耶昂代瑟夫尔的OSM定位图

维利耶昂代瑟夫尔的时区为UTC+01:00、UTC+02:00（夏令时）。

## 行政
维利耶昂代瑟夫尔的邮政编码为27640，INSEE市镇编码为27696。

## 政治
维利耶昂代瑟夫尔所属的省级选区为厄尔河畔帕西县。

## 人口

1962-2008年间维利耶昂代瑟夫尔人口变化图示

维利耶昂代瑟夫尔于2022年1月1日时的人口数量为859人。